# Abronia matudai
Espèce
Synonymes
- Gerrhonotus matudai Hartweg & Tihen, 1946

Statut de conservation UICN

 EN B1ab(iii) : En danger
Abronia matudai est une espèce de sauriens de la famille des Anguidae.

## Répartition
Cette espèce se rencontre au Chiapas au Mexique et au Guatemala de 1 950 à 2 630 m d'altitude sur le volcan Tacaná.

## Étymologie
Cette espèce est nommée en l'honneur de Eizi Matuda.

## Publication originale
- Hartweg & Tihen, 1946 : Lizards of the genus Gerrhonotus from Chiapas, México. Occasional Papers, University of Michigan Museum of Zoology, no 497, p. 1-16 (texte intégral).